# なかしのミュージックシャッフル
『なかしのミュージックシャッフル』は、東海ラジオで2020年11月10日から2021年9月5日まで放送されていたラジオ番組。

## 概要
東海地区で活動中のお笑いコンビ「スペードの3」のなかしが、トークと音楽をシャッフルしてお届けする。
生放送だが、過去に一部のリスナーから収録放送と疑われたことがあるため、番組公式Twitterでは放送前にスタジオにいることを写真付きで報告している。
放送後には、なかし自身が開設しているツイキャス（通称「なキャス」）で10分程度反省会と題してファンミーティングを実施している。
2021年9月5日をもって最終回を迎えたが、なかし担当のミュージックプログラム『929 MUSIC WAVES』が10月19日より放送開始となることが、9月20日放送の『東海ラジオ大感謝祭2021 オンライン』内で発表された。

## 放送時間
- 2020年11月10日 - 2021年3月25日
  - 火曜日 - 金曜日 21:00 - 21:30
- 2021年4月3日 - 2021年9月5日
  - 日曜日 19:00 - 19:30

特別編成
- 2021年7月18日(日) 20:30 - 21:30（1時間スペシャル）

## パーソナリティ
- なかし（スペードの3）

## 放送内容

### 2021年4月から最終回まで
- むちゃぶリクエスト
今までの音楽番組ではありえなかった無茶苦茶なリクエストテーマ（「無」「胃カメラ」「ツバメに巣を作る場所を教えられるような曲」など）をリスナーから募集し、そのテーマに合った曲をなかしが知恵をしぼって選曲して放送する。
- エンディング
すべてのメールの中から抽選で毎週2名に、マネージャーのポケットマネーで制作したステッカーと東海ラジオのタイムテーブル（なかしのサインと一言コメント入り）がセットでプレゼントされる。

### 2020年11月から2021年3月まで
- 曜日別コーナー
  - TRI-ONにトライ（火曜日）
毎週日曜日の午後に放送中の『オールタイムリクエスト TRI-ON』に、なかしが匿名でリクエストを投稿し、採用されるかどうかを試す。
3週連続でリクエストが採用されるとご褒美が貰えるが、3週連続で不採用となった場合は罰ゲームがある。（現在のところ、3週連続の不採用はあるが、3週連続の採用はない。）
なかしからのリクエストであることを隠すため、投稿時のラジオネームは『TRI-ON』を担当する週替わりパーソナリティにちなんだものを付けており、リスナーも『TRI-ON』側になかしがリクエストを送っていることを告げる（俗に言うタレコミ）のは禁止である。
『TRI-ON』のリクエストテーマにちなんだ曲を数曲放送し、なかしがリクエストする曲と当日のラジオネームを予告する。
  - リクエストタイムトライアル（水曜日）
リクエスト曲を、スタジオとは別の階にある「レコード室」まで取りに行き、スタジオに戻ってきてCDをセットし、マイクの前に帰ってくるまでのタイムを競う。
リクエスト曲はその場で発表され、なかしがレコード室に行っている間は、東海ラジオのパワープレイ『RUSH HOUR!』推薦曲の中から1曲が放送される。
万が一、曲が終わるまでになかしが戻ってこない場合、放送事故となってしまうため、井田勝也（東海ラジオアナウンサー）のアナウンスが流れる。
途中でいくつかトラップが仕掛けられているため、それがタイムに影響を及ぼす。（番組公式Twitterにトラップの写真や動画が掲載されることもある。）
なお、これまでの最速記録（世界記録）は、1分45秒である。
リクエスト曲の放送時間は、なかしがスタジオに戻ってくるまでのタイムに左右されるため、基本的にはリスナーからのリクエストは募集していない（東海ラジオ関係者からのリクエスト中心）が、必ずしもリクエストに応えられるわけではないことを了解したうえでリクエストを投稿する者もいる。
2021年7月18日放送の1時間スペシャルでは、「帰ってきたリクエストタイムトライアル」として、1日限定のコーナー復活を果たした。
  - 名盤バックトゥザフューチャー（木曜日）
毎週1枚の名盤アルバムをピックアップし、リスナーからの思い出や聴いてみた感想などとともにレビューを行う。（レビューのことを一部のリスナーは「レポート」と呼んでいる。）
翌週取り上げるアルバムは、なかしがくじ引きで決定する。
  - リクエストフライデー（金曜日）
リスナーからのリクエストを紹介する。リクエスト曲は、ジャンル・世代を問わず募集している。
- エンディング
すべてのメールの中から抽選で毎日1名に、マネージャーのポケットマネーで制作したステッカーと東海ラジオのタイムテーブル（なかしのサインと一言コメント入り）がセットでプレゼントされる。